# 적자색 섬
《적자색 섬》(러시아어: Багровый остров)은 소비에트 연방의 극작가 미하일 불가코프의 작품이다.
검열과 감시로 제대로 된 상연 기회조차 갖지 못했던 불가코프가 자신의 울분을 이 작품에서 패러디와 풍자로 유쾌하게 토해 냈다. 세태를 비판하고자 한 의도가 그대로 드러나 불가코프의 희곡 중에서도 특히 노골적인 작품이다.

## 개요
20세기 도스토옙스키라 불리며 러시아 대표 극작가에 꼽히는 불가코프의 말년은 암울했다. 그는 1932년 이후 죽을 때까지 ＜투르빈가의 나날들＞ 단 한 편의 희곡만을 상연할 수 있었다. 당국의 검열 때문이었다. ＜적자색 섬＞에는 작가의 답답하고 절박한 심정이 배어 있다.
극중극 구정을 통한 현실 풍자
＜적자색 섬＞의 구성에서 가장 눈에 띄는 극중극 형태는, 패러디를 용이하게 함과 동시에 당대 극장의 부조리하다 못해 코믹한 현실을 고스란히 재현해 내는 데 큰 몫을 한다. 희곡에 붙은 부제 ‘겐나디 판필로비치의 극장에서 있었던 쥘 베른 동지 희곡의 총리허설’이 암시하듯, 희곡의 줄거리는 극단장 겐나디 판필로비치가 디모가츠키의 창작 희곡 ＜적자색 섬＞을 무대에 올리기 위한 리허설 과정을 골자로 한다.
진정성 없는 인물 설정 통한 패러디 효과의 극대화
이 희곡에서는 진정 고뇌하고 사색하는 인물을 찾아보기 어렵다. 겐나디뿐만 아니라 디모가츠키, 그리고 배우들이 빈번히 인용하는 고전 문구들이 이러한 한계를 직·간접적으로 드러낸다. 이들의 박식함과 재치가 오랜 세월 연극계에 몸담아 온 자들의 연륜과 순발력을 증명하며, 또한 연극 전체에 생기를 불어넣는 등의 순기능을 담당하는 것이 사실이다. 그러나 고뇌와 사색과는 거리가 먼 인물들이 현실을 예측 가능한 허구적·연극적 상황에 빗대 타인의 말로 규격화하는 인식의 한계를 드러내고 있다. 극에서 인용되고 있는 그리보예도프나 셰익스피어, 수마로코프, 푸시킨 등은 그래서 어느 순간 고전의 매력과 힘을 상실한 채 공허한 말장난으로 변질되고 만다.